# 菲律宾地理
菲律賓是位於東南亚的一个島國，地处北纬4°35′～21°8′，东经116°55′～126°37′之间，北隔巴士海峡与臺灣島相望，西临南海与中南半岛相望，南接加里曼丹岛和苏拉威西海，东临太平洋。
菲律宾由7100多个岛屿组成，其中已命名的岛屿有2773个，其中呂宋島（第一大島）、巴拉望島（第五大島）、民都洛島、馬斯巴特島、班乃島、內革羅島（第四大島）、宿霧島、薄荷島、雷伊泰島、薩馬島（第三大島）、民答那峨島（第二大島）等11个主要岛屿占总面积的96%。菲律宾群岛地形复杂，地貌形态多样。位于民答那峨島的阿波火山，海拔2954米，为全国最高点。而菲律宾群岛以东的菲律宾海溝最深处达10,540米。菲律賓海岸線曲折，总长18,533公里，多天然良港。
菲律宾以东是台风发源地之一，每年七月到九月台风路线多经吕宋岛。十月到十二月台风路线南移，有时也在民答那峨島北部登陆。
菲律宾位于环太平洋地震带上，多地震和火山活动。菲律宾全境有火山五十多座，其中活火山十一座。著名的活火山包括马荣火山、皮纳图博火山、塔阿尔火山等。
菲律宾属于热带海洋性气候，雨量充沛，终年有雨，大部分地区年平均降水量约2000-3000毫米，东部降水量较多。菲律宾全年平均气温为27.6℃。最高平均温度为33～39℃，最低平均温度为16.7～20.9℃。除高山地区外，其余地区常年温差很小。

## 河流
菲律宾的河流按流域面积算，分别是：
1. Cagayan，卡加延河，流域面积为2.73万平方公里。占该国面积9.1%。
2. Mindanao，棉兰老河，流域面积为2.32万平方公里。
3. Agusan，阿古桑河，流域面积为1.09万平方公里。
4. Pampanga，邦板牙河，流域面积为0.98万平方公里。
5. Pansipit-Taal，潘斯比特河-塔阿尔湖，流域面积为0.84万平方公里。
6. Agno，阿格诺河，流域面积为0.6万平方公里。
7. Abra，阿布拉河，流域面积为0.51万平方公里。
8. Marikina-Laguna，马里基纳河-拉古纳湾，流域面积为0.44万平方公里。
9. Bicol，比科尔河，流域面积为0.38万平方公里。
10. Abulog，阿布卢河，流域面积为0.34万平方公里。